# USS Icefish (SS-367)
Za druga plovila z istim imenom glejte USS Icefish.
USS Icefish (SS-367) je bila jurišna podmornica razreda balao v sestavi Vojne mornarice Združenih držav Amerike.
Med drugo svetovno vojno je opravila 5 bojnih patrulj.
21. februarja 1953 je bila posojena Kraljevi nizozemski vojni mornarici, ki jo je preimenovala v HNLMS Walrus (S-802).